# Sheldon Lettich
Sheldon Lettich (* 14. Januar 1951 in New York City, New York) ist ein US-amerikanischer Filmregisseur, Drehbuchautor und Produzent. Er besitzt sowohl die amerikanische als auch die deutsche Staatsbürgerschaft. Sein Debüt als Regisseur gab er 1990 mit dem Actionfilm Leon mit Jean-Claude Van Damme in der Hauptrolle. Mit ihm drehte er noch drei weitere Filme und verfasste einige Drehbuchbücher zu seinen Filmen.

## Leben
Sheldon Lettich wurde am 14. Januar 1951 in New York City geboren. Er zog in jungen Jahren mit seinen Eltern nach Kalifornien und wuchs in Los Angeles auf. Nach dem High-School-Abschluss verbrachte er 4 Jahre im U.S. Marine Corps in Südvietnam und später in Camp Pendleton, California.
Danach arbeitete er als Fotograf und studierte am „American Film Institute Center for Advanced Film Studies“. Obwohl es sein ursprüngliches Ziel war, Kameramann zu werden, fing er an der Universität an sich für Buch und Regie zu interessieren, die beiden Bereiche, in denen er später erfolgreich sein sollte. Basierend auf seinen Erlebnissen in Vietnam schrieb er das Theaterstück Tracers zusammen mit einer Gruppe junger Schauspieler die ebenfalls Vietnam Veteranen waren. Tracers wurde erstmals am 4. Juli 1980 am Odyssey Theater in Los Angeles uraufgeführt und später am „Joseph Papp’s Public Theater“ in New York, dem „Royal Court Theater“ in London sowie am „Steppenwolf Theater“ in Chicago, wo CSI Star Gary Sinise die Regie übernahm. Das Stück erhielt den „Drama Desk Award“ und den „L.A. Drama Critics Awards“ und wird bis heute an verschiedenen Theatern aufgeführt.
Während der Arbeit an Tracers schrieb Lettich zusammen mit Josh Becker das Drehbuch zum Film Du sollst nicht töten, außer... bei dem der aus Tanz der Teufel bekannte Bruce Campbell und der spätere Spider-Man-Regisseur Sam Raimi die Hauptrollen spielten. Damit begann Lettichs Karriere als Drehbuchautor, es folgten die Drehbücher zu Russkies mit Joaquin Phoenix sowie das Drehbuch zum großen Durchbruch von Jean-Claude Van Damme, dem Kampfsportfilm Bloodsport (1988). Zu dieser Zeit schrieb Lettich auch ein Drehbuch, in dem er seine Erfahrungen in Vietnam verarbeitete, was die Aufmerksamkeit von Sylvester Stallone weckte, der ihn als Autor für Rambo III (1988) engagierte. Der weltweite Erfolg von Bloodsport machte Jean-Claude Van Damme nicht nur zu einem Superstar, er begründete auch eine bis heute anhaltende Freundschaft zwischen ihm und Lettich, auf die der Regisseur in der Biographie auf seiner Homepage hinweist. Nach Bloodsport übernahm Lettich die Regie bei Van Dammes nächstem Film Leon (1990). Der Erfolg des Films führte zu einer weiteren Zusammenarbeit der beiden, dem von Michael Douglas co-produzierten Action-Film Geballte Ladung – Double Impact (1991), bei dem Lettich ebenfalls Regie führte. Der Film zählt bis heute zu einem von Van Dammes größten Hits. In seiner Reality Show Behind Closed Doors (2011) ist zu sehen wie Van Damme und Lettich bei einem gemeinsamen Abendessen über ein geplantes Sequel zu Geballte Ladung sprechen.
Lettich führte während der 90er und 2000er bei einer Reihe von Filmen Regie. Die bekanntesten sind The Last Warrior (2001) mit Dolph Lundgren, The Order (2001) mit Charlton Heston sowie Der Legionär (1998) und Hard Corps (2006) mit Jean Claude Van Damme.

## Filmografie
Als Regisseur
- 1990: Leon (Lionheart)
- 1991: Geballte Ladung – Double Impact (Double Impact)
- 1993: Only the Strong
- 1995: Perfect Target – Blutige Rache (Perfect Target)
- 2000: The Last Warrior
- 2001: The Order
- 2006: Hard Corps

Als Drehbuchautor
- 1985: Du sollst nicht töten, außer... (Stryker’s War)
- 1987: Russkies
- 1988: Bloodsport
- 1988: Rambo III
- 1990: Leon (Lionheart)
- 1993: Only the Strong
- 1998: Der Legionär (Legionnaire)
- 2015: Max